# Baia di Guantánamo
La baia di Guantánamo, nel XVIII secolo chiamata Cumberland, è un'insenatura di 116 km² situata nella provincia di Guantánamo, nella punta sud-est dell'isola di Cuba, a oltre 21 km a sud della città di Guantánamo.
È nota soprattutto per la presenza dell'omonima base navale statunitense costruita nel 1903 e del relativo campo di prigionia.

## Storia
La baia prende il nome dal popolo indigeno precolombiano dei Taìno. Cristoforo Colombo giunse nella baia nel 1494, sbarcando alla punta del Pescatore.
Occupata dai britannici nel XVIII secolo, fu da questi rinominata Cumberland durante il conflitto con la Spagna a margine della guerra di successione austriaca. Nel 1790 un'intera guarnigione britannica vi fu decimata da febbri malariche poco prima di condurre un attacco a Santiago.
Durante la guerra ispano-americana Guantánamo divenne base per la flotta statunitense che vi si riparò nel 1898 a causa di una stagione dalle severe condizioni meteorologiche. Le truppe imbarcate furono inviate a terra per espugnare, insieme agli scout cubani le postazioni spagnole. Ottenuto il controllo dell'area, vi si costruì la base, che tuttora vi è ospitata ed il cui nome convenzionale militare è GTMO o "Gitmo".
Finita la guerra, gli Stati Uniti, che avevano conquistato tutta l'isola cubana sottraendola alla Spagna, siglarono con la neonata repubblica (a capo della quale era il primo presidente Tomás Estrada Palma, cittadino statunitense) il Cuban-American Treaty del 23 febbraio 1903, con il quale si stabiliva una concessione perpetua sulla baia, che sarebbe rimasta di demanio cubano, ma assegnata in gestione uti dominus (come fosse di loro proprietà) agli statunitensi.
La ratifica della completezza, e soprattutto della perennità del diritto di possesso degli Stati Uniti si ebbe in seguito, con un accordo sottoscritto dalle due parti nel 1934.

## Base navale di Guantanamo

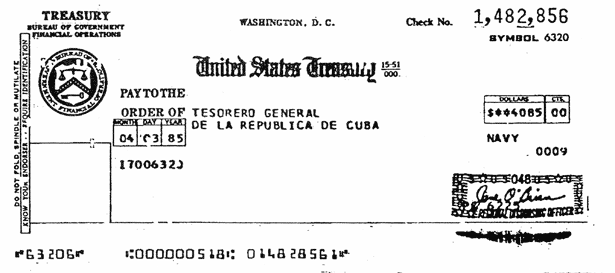
L'assegno dell'affitto per il 1985

Il territorio costiero della baia venne affittato nel 1903 come punto di rifornimento per il carbone che alimentava le navi americane.
Il territorio venne in seguito ceduto definitivamente agli Stati Uniti nel 1934.
Attualmente ospita una base navale degli Stati Uniti.
La legittimità della presenza della base militare è contestata dall'attuale governo cubano, che non riconosce la cessione del territorio della base, concordata tra governi precedenti, e considera il territorio come cubano, occupato da forze straniere.
Ogni anno gli Stati Uniti fanno pervenire al governo di Cuba un assegno con l'importo dell'affitto concordato nel 1903 (2 000 dollari in oro, rivalutati nel 1934 a 4 085 $ annui). Il governo post-rivoluzionario incassò l'assegno solo nella confusione che seguì la rivoluzione, rifiutando di incassare tutti i successivi assegni emessi a favore del "tesoriere della Repubblica cubana" (carica abolita dopo la rivoluzione) che venivano conservati da Castro in un cassetto.
Il territorio ha un'estensione di circa 111 km²
Altro territorio considerato dai cubani "cubano occupato da nazione straniera" è l'Isola Navassa (5 km²).